# Abbotsford International Airshow
El Abbotsford International Airshow es una exhibición de vuelo que se celebra anualmente el segundo fin de semana de agosto en el Aeropuerto de Abbotsford, en Abbotsford (Canadá). Es una de las exhibiciones más importantes de Canadá, ya que muestra tanto aviones civiles como militares canadienses y estadounidenses. También, en alguna ocasión, han participado países como Inglaterra, Alemania o Rusia.

## Historia
Esta exhibición se realizó por primera vez en 1962, en el Abbotsford Flying Club. Actualmente está dirigida por la Abbotsford International Airshow Society. En sus primeros años le costó llegar a ser algo grande, pero durante los 70 y, especialmente, los 80, se convirtió en una cita imprescindible.
En 1986 el show fue llevado a cabo simultáneamente a la Expo 86 de Vancouver. En 1989 se obtuvo el récord de visitantes, con nada menos que 321000 asistentes. Sin embargo, tras la Guerra Fría la presencia militar se ha ido reduciendo año tras año, y desde los 90 el apoyo económico es mínimo. De hecho, en 1998 fue cancelado, aunque volvió en 1990.
En 2002 se celebró el 40 aniversario, estando pendiente de un hilo su realización hasta el último minuto por los atentados del 11S, ya que tanto la mentalidad no estaba preparada como el apoyo financiero fue escaso. En cualquier caso, gracias al apoyo del aeropuerto se han conseguido unos fondos que aseguran su celebración hasta, por lo menos, 2015.

## Presentadores
Bob Singleton es el principal presentador del show. Piloto retirado, en un primer momento fue asistente del primer narrador del evento: Toby Trowbridge. La otra voz que se escucha en la actualidad es Roy Hafeli, que lleva narrando este evento desde 1987.

## Participantes en 2006

### Aviones
- Canadian Forces Snowbirds
- Canadian Forces SkyHawks
- CF-18 Hornet (433 SQ.)
- F-15E Strike Eagle (Seymour-Johnson AFB)
- F-16 Fighting Falcon (Hill AFB)
- U.S.A.F. Heritage Flight (P-51/F-15E/F-16)
- T-6 Texan II (Randolph AFB)
- C-17 Globemaster (March AFB)
- CP-140 Aurora (CFB Comox 407 SQ.)
- B-1B Lancer (Ellsworth AFB)
- F-117 Nighthawk (Holloman AFB)
- S-3 Viking x2 (NAS Jacksonville)
- P-51 Mustang
- A-1 Skyraider
- T-28 Trojan
- T-6 Texan
- Langley Museum of Flight
- Patty Wagstaff - Extra 300S
- Eddie Andreini - Stearman
- Manfred Radius H-101 Salto sailplane
- Kent Pietsch - Interstate Cadet
- AV8FX - Pyrotechnics
- Aerobatic Club of British Columbia

### Equipos
- Snowbirds, Canadá (anualmente)
- SkyHawks, Canadá (equipo de paracaidistas)
- Thunderbirds, USAF
- Blue Angels, US Navy

## Antiguos participantes
- Esquadrilha da Fumaça, Brasil 1985,1986,1987,1995
- Patrouille de France, 1986
- Frecce Tricolori, Italia 1986
- Escuadrilla de Alta Acrobacia Halcones, Chile 1995